# Victor Hartman
Pour les articles homonymes, voir Hartman.
Victor Laurentius Hartman, né le 30 décembre 1839 et mort le 15 juin 1898, est un acteur de théâtre suédois.

## Biographie
Hartman étudie au Kungliga Teaterns Balett (Ballet royal suédois) et au Mindre teatern (en) (Petit Théâtre) de 1854 à 1856, puis continue ses études au Kungliga Teaterns Dramatiska Scen (Théâtre dramatique royal) entre 1856 et 1861. Au cours de cette dernière, il est formé par les acteurs Johan Jolin (sv) et Carl Gustaf Sundberg (sv). En 1861, il est employé au Théâtre dramatique royal et devint premier acteur en 1866. Pendant longtemps, il est l'acteur le plus utilisé du Théâtre dramatique royal et est connu pour ses rôles de comédie légère et ses œuvres plus sérieuses.

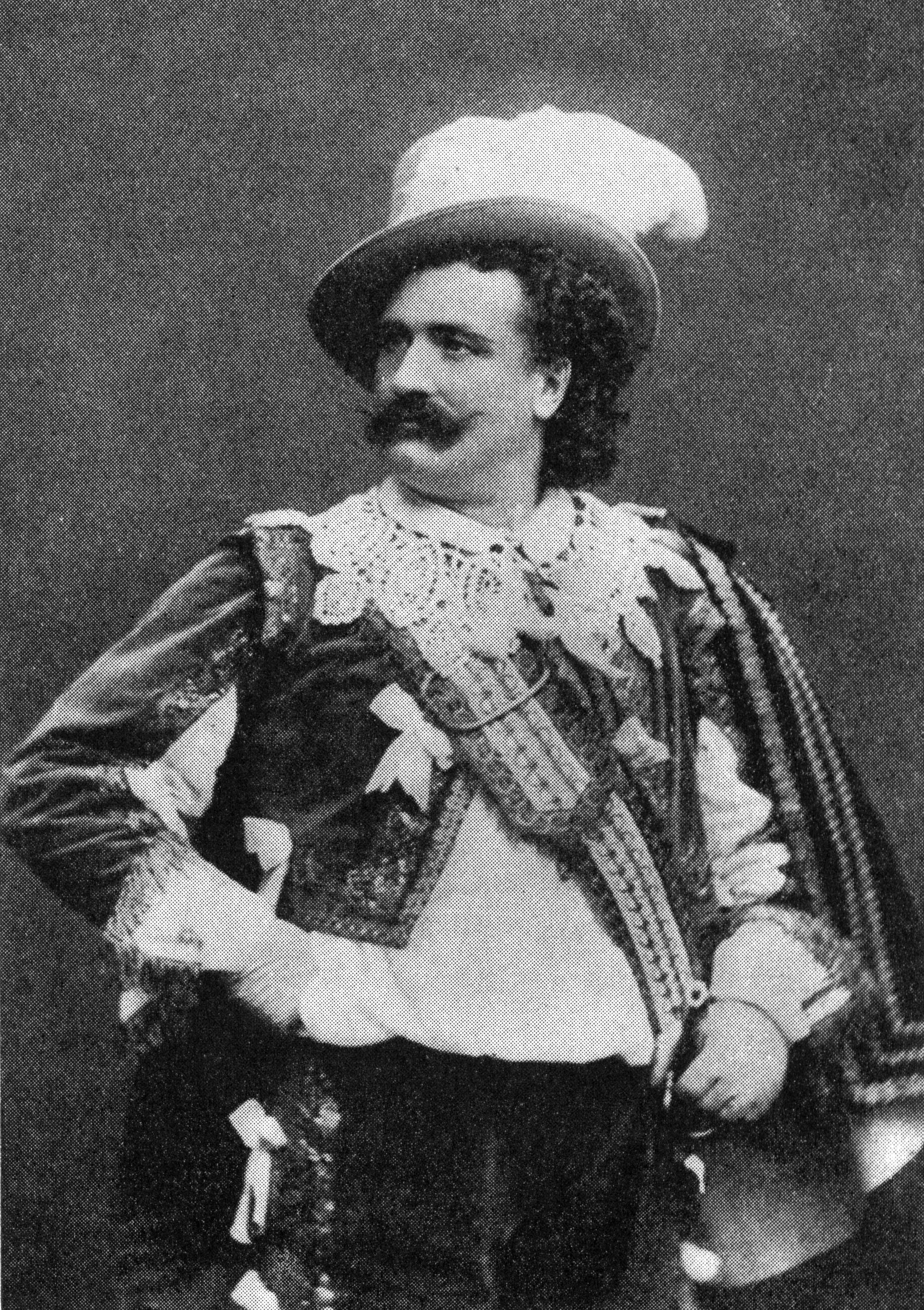
Victor Hartman dans le rôle de Don César de Bazan, vers 1880.

Parmi ses premiers rôles qui retiennent l'attention, figurent celui de Paddy dans la pièce Richard Sheridan et dans Fruarna Montambèche. Il est surtout connu pour les rôles qu'il a joué dans les années 1870 et au début des années 1880, lorsqu'il joue Carlo van der Not dans Allt för Fosterlandet (Patrie) de Victorien Sardou. Il joue également Henri dans De onyttiga, et pendant cette période de sa carrière, joue également dans les pièces Don César de Bazan, Ambrosius, le rôle de Gérald dans Rolands dotter, de Nanjac dans Le Demi-Monde et Achille dans la pièce Christiane.
Hartman reçoit la médaille Litteris et Artibus en 1882. Fin mars 1885, plusieurs attaques d'une maladie pulmonaire commencent à l'empêcher de se produire jusqu'en octobre. Sa santé ne s'est jamais complètement rétablie. Il se contente de rôles plus petits et ne peut plus faire face à la charge de travail de jouer tous les soirs au moment de son dernier rôle de Junot dans Madame Sans-Gêne.

### Vie privée
Entre 1881 et 1892, il est marié à l'actrice Ellen Hartman (en),. Il meurt le 18 juin 1898, quelques jours après une hémorragie cérébrale. Hartman est l'oncle de Victor Sjöström.